# Bangers and mash

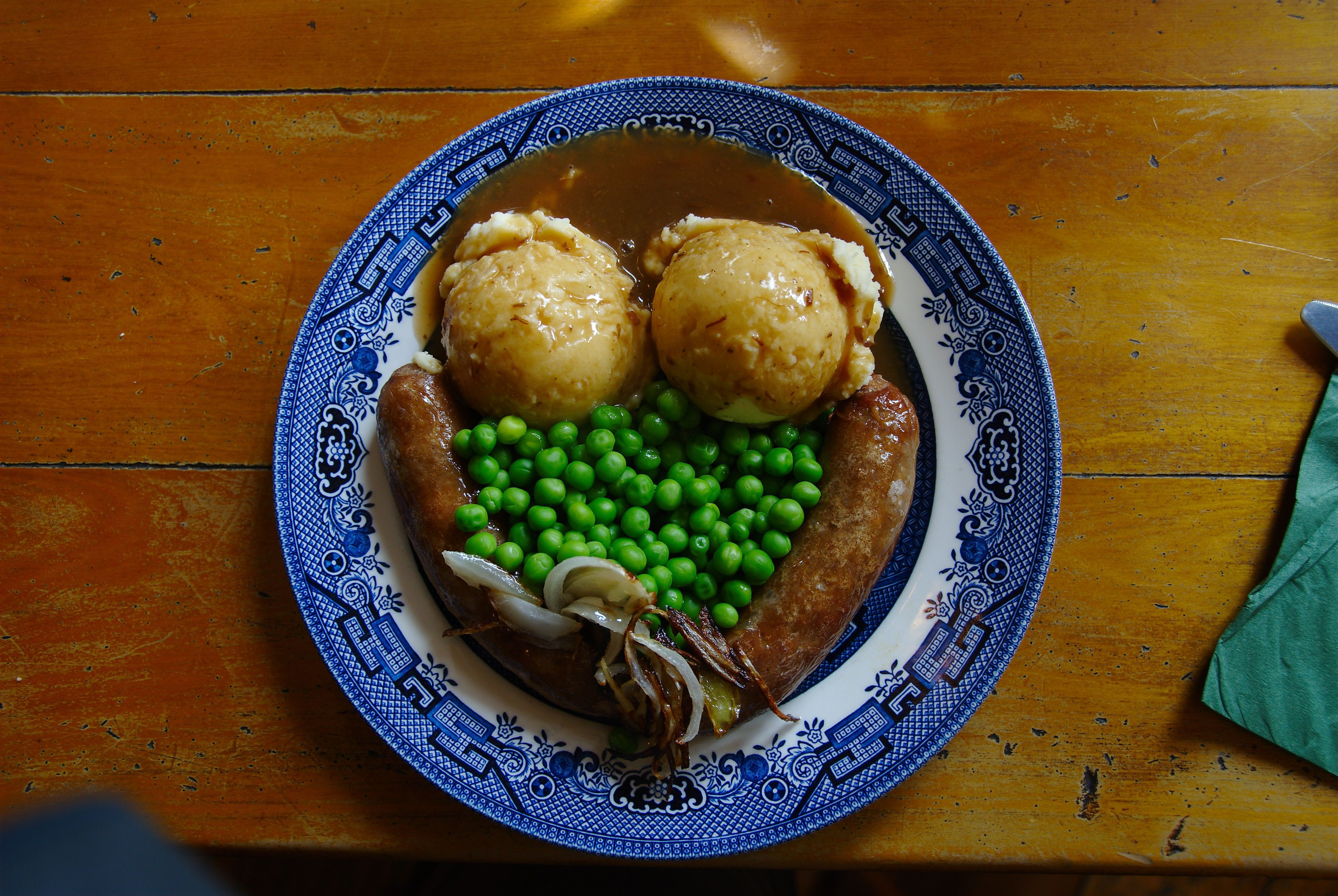
Bangers and mash z groszkiem i cebulą

Bangers and mash – potrawa kuchni angielskiej, w której skład wchodzą kiełbaski (bangers) i porcja tłuczonych ziemniaków (mash). Danie przyrządzane jest z kiełbas wieprzowych (w szczególności Cumberland sausage), wołowych lub jagnięcych. Jako dodatek często stosuje się sos cebulowy.
Bangers and mash jest popularnym daniem serwowanym w brytyjskich pubach. 